# Matthew Lipman
Pour les articles homonymes, voir Lipman.
Matthew Lipman (né à Vineland, New Jersey, le 24 août 1923, et mort à West Orange, New Jersey, le 26 décembre 2010) est un philosophe, pédagogue, logicien et chercheur en éducation américain. Il est l'initiateur et le cofondateur de la philosophie pour les enfants, avec sa collègue et collaboratrice durant plus de 30 ans, Ann Margaret Sharp.

## Enjeux pédagogiques et politiques
Ses travaux visent à promouvoir un enseignement généralisé et adapté de la capacité à penser par soi-même. Il a mis au point un système théorique et pratique, tout d'abord inspiré de John Dewey puis devenu complètement novateur : susciter la pensée rationnelle et créative, à travers des ateliers de discussion à caractère philosophique (pour les enfants ou les adultes). Le tout est soutenu par des romans philosophiques (« manuel narratif ») et des manuels d'exercices (« guides pédagogiques »).
Son premier roman philosophique, La Découverte de Harry Stottlemeier, destiné aux enfants à partir de 10 ans, met en scène des enfants qui découvrent par eux-mêmes la logique formelle. Édité chez J.Vrin, il est l'un des nombreux romans de Lipman à être disponible en version française.
Bien plus que de permettre de faire des enfants des scientifiques en herbe aux compétences scolaires accrues, le souci et l’idéal de Lipman, à travers sa méthode, est de permettre de développer la pensée critique, ou la raison, chez chaque individu (« raison » étant à entendre ici au sens humaniste et un peu romanesque des Lumières, comme la faculté de bon jugement qui s’oppose aux passions et à l’obscurantisme). Cette raison, ou pensée réflexive, est garante de la liberté de penser (examiner par soi-même) et donc des libertés civiles qui trouvent leur expression à travers la démocratie (où la recherche du bien commun s'effectue par l'échange des idées, dans le respect et l’écoute).

## Le pragmatisme de Lipman
Les théories de Lipman reposent sur un pragmatisme revendiqué, inspiré de Charles Sanders Peirce et de John Dewey, ainsi que sur une implicite conception constructiviste, voire socioconstructiviste, du savoir.

## Œuvres
- La Découverte de Harry Stottlemeier, Paris, J. Vrin, 1978.
- (en) Avec Ann-Margareth Sharp, Philosophy in the Classroom, Philadelphia, Temple University Press, 1988.
- À l'école de la pensée, Bruxelles, De Boeck Université, 1995 (traduction de Nicole Decostre).
- À l'école de la pensée, 2e EDITION -Enseigner une pensée holistique-, Bruxelles, Pédagogies En Développement, De Boeck Université, 2006 (traduction de Nicole Decostre).